# Jørgen Løvland
Jørgen Gunnarsson Løvland, né le 3 février 1848 et mort le 21 août 1922, est un homme politique et fonctionnaire norvégien. Il est le 10ème premier ministre de Norvège de 1907 à 1908. Il est membre du parti Venstre.

## Biographie
Løvland est né le 3 février 1848 à Evje, aujourd'hui dans la commune d'Evje og Hornnes dans le comté d'Aust-Agder, alors en Suède-Norvège dans une famille d'agriculteurs. Il est diplômé d'une école de professeurs en 1865. Il travaille comme professeur d'école primaire à Kristiansand entre 1866 et 1878 puis comme directeur à Setesdal  entre 1878 et 1884. De 1884 à 1892, il est également rédacteur en chef du journal Kristiansands Stiftavis og Adresse-Kontors Efterretninger (no).

## Carrière politique
Il est député au Parlement norvégien pour le parti Venstre de 1886 à 1888, de 1892 à 1897 et de 1913 à 1915.
Il est ministre du Travail à deux reprises, entre 1898 et 1899 et de 1902 à 1903, ministre des Affaires étrangères de 1905 à 1908 et ministre de l'Éducation et des Affaires religieuses de 1915 à 1920. En 1905, il est Premier ministre norvégien à Stockholm. À ce titre, il représente le gouvernement norvégien à Stockholm.
En octobre 1907, Løvland succède à Christian Michelsen au poste de Premier ministre de Norvège. Il démissionne en mars 1908,.

## Comité Nobel norvégien
Løvland est membre du Comité Nobel norvégien à partir de sa fondation en 1897 jusqu'à sa mort en 1922. Il en est le président de 1901 à sa mort,.
Il se marie avec Mathilde Løvland en 1884. Ils sont enterrés au Cimetière de Notre-Sauveur à Oslo.